# Camillo Mazza
Camillo Mazza, né en 1602 à Bologne et mort en 1672 dans la même ville, est un sculpteur et plâtrier italien.

## Biographie
Adepte du mouvement Carracci et en particulier d'Alessandro Algardi, dont il est l'élève , il reprend la tradition émilienne de la terre cuite. Parmi ses œuvres, on peut citer la Pietà de l'église des Capucins de Bologne , les portes en bronze de la basilique Saint-Antoine de Padoue et le monument funéraire du cardinal Filippo Carafa della Serra dans la cathédrale Saint-Pierre.
Il est le père du plus célèbre Giuseppe Maria (1653 - 1741) .